# Inspectorul Clouseau
Inspectorul Jacques Clouseau, căruia i s-a acordat ulterior gradul de inspector șef din cadrul Siguranței Franceze, este un personaj fictiv din seria Pantera Roz (The Pink Panther) a lui Blake Edwards. El a fost interpretat de Peter Sellers în seria originală de filme și, de asemenea, de Alan Arkin în filmul din 1968 Inspectorul Clouseau și, într-un cameo, de Roger Moore (creditat ca Turk Thrust II) în filmul din 1983 Blestemul Panterei Roz. În remake-ul din 2006 și în continuarea sa din 2009, el este interpretat de Steve Martin.
Înfățișarea lui Clouseau apare și în scurtmetrajele și segmentele de desene animate Pantera Roz și este cunoscută sub numele de „Inspectorul”. Reprezentările animate mai recente din anii 1970 încolo au fost reproiectate pentru a se asemăna mai mult cu Sellers, iar mai târziu cu Martin.
Inițial, rolul lui Clouseau în filmul din 1963 i-a fost oferit lui Peter Ustinov, dar acesta a refuzat. Personajul principal al filmului din 1963 trebuia să fie Sir Charles Lytton, despre ale cărui aventuri a fost planificat să fie prezentate în următoarele filme, dar în procesul de producție, rolul lui Clouseau a fost extins și, aducând cel mai mare succes filmului, echipa de producție a fost nevoită să filmeze în continuare filme despre Clouseau.